# Landschapsbeheer Zuid-Holland
Stichting Landschapsbeheer Zuid-Holland was een organisatie voor landschapsbeheer in de Nederlandse provincie Zuid-Holland, opgericht ca 1982. Het was een van de 12 provinciale organisaties die samenwerkten binnen Landschapsbeheer Nederland.

## Activiteiten
De organisatie hield zich bezig met het bewaken en bevorderen van de kwaliteit van natuur en landschap in Zuid-Holland, in het bijzonder door vrijwilligers te begeleiden bij het beheer van landschapselementen zoals knotwilgen. De stichting organiseerde onder meer natuurwerkdagen en cursussen voor landschapsonderhoud. Veel aandacht besteedde de organisatie aan natuur en landschap in de Hoeksche Waard, dat als nationaal landschap was aangewezen.

## Einde  en vervolg
In 2013 is de stichting door het bestuur opgeheven, kort nadat de provincie Zuid-Holland besloot te stoppen met structurele subsidiëring en  had aangegeven niet financieel bij te willen dragen aan een reorganisatieplan. Deels zijn de taken ondergebracht in de organisatie voor Erfgoed in Zuid-Holland, Erfgoedhuis Zuid-Holland, maar vooral bij het Zuid-Hollands Landschap, de provinciale particuliere beheersorganisatie van natuurterreinen. De activiteiten in het kader van De Groene Motor, deel van het Zuid-Hollands Landschap, vallen onder het vrijwilligersplatform Zelf doen in Erfgoed en Groen dat vrijwilligers in het erfgoed en groen ondersteunt met kennis, contacten en materiaal.